# Opisthothelae
Opisthothelae, R.C.BRUSCA & G.J.BRUSCA, 1990 è un sottordine dell'ordine Araneae.
Contiene i ragni che non hanno tagmata piatti sui loro opistosomi. La creazione abbastanza recente di questo sottordine, accorpandovi i migalomorfi e gli araneomorfi, è stata giustificata dall'esigenza di distinguere questi ragni dai Mesothelae che presentano numerosi caratteri più primitivi.
Caratteri distintivi fra Mesothelae e Opisthothelae sono: 
- la quasi totale assenza di gangli negli Opisthothelae;
- la costruzione di tele a porta-trappola piuttosto passive da parte dei Mesothelae;
- la loro posizione mediana delle filiere rispetto a quella terminale nell'opistosoma degli Opistothelae;
- i Mesothelae inoltre sono privi di ghiandole velenifere nella maggior parte delle specie.

All'interno degli Opisthothelae distinguere al primo esame superficiale gli araneomorfi dai migalomorfi non è facile se non in esemplari abbastanza grandi da consentire di verificare subito l'orientamento dei cheliceri.
Infatti nei migalomorfi sono posti verticalmente davanti all'apertura della bocca e consentono al ragno di afferrare la preda solo dall'alto verso il basso. Negli araneomorfi, invece, i cheliceri si fronteggiano come le due parti di una tenaglia, consentendo loro una presa più salda e tenace.

## Tassonomia
Attualmente, al 2015, viene suddiviso in due infraordini:
- Araneomorphae Simon, 1892
- Mygalomorphae

### Generi fossili
Il seguente genere fossile degli Opisthothelae non ha ancora una famiglia di appartenenza:
- Eoatypus McCook, 1888 †, Paleogene